# Sosnowka (Kaliningrad, Selenogradsk)
Sosnowka (russisch Сосновка, deutsch Bledau) ist ein Ortsteil der Stadt Selenogradsk im Rajon Selenogradsk der russischen Oblast Kaliningrad.

## Geographische Lage
Sosnowka liegt 24 Kilometer nördlich der Oblasthauptstadt Kaliningrad (Königsberg) und vier Kilometer südwestlich des Zentrums der Rajonstadt Selenogradsk (Cranz) am Selenogradsker Zubringer zur Autobahn Primorskoje Kolzo. Dieser wird innerorts gekreuzt von der Kommunalstraße 27K-211, die von Lugowskoje (Lobitten) über Werbnoje (Darienen) kommend nach Wischnjowoje (Wosegau) führt. Sosnowka ist Bahnstation an der Bahnstrecke Kaliningrad–Selenogradsk–Pionerski (Königsberg–Cranz–Neukuhren).

## Geschichte
Das bis 1946 Bledau genannte Gutsdorf wurde 1381 gegründet. Bereits in der Ordenszeit war das Gut Bledau das bedeutendste in der Gegend. Ältester bekannter Besitzer war der Pruße Tulegedde, 1431 war es der Pruße Nedrow. Herzog Albrecht von Preußen verschrieb 1553 das Gut dem Georg von Thalau. Weitere Eigentümer wurden aufgrund Erbschaft oder Verkauf: Christoph von Rapp († 1619), Thiesel von Kaltitz, 1646 Magdalene von Rapp, ab 1680 Familie Korff.
1820 gelangten die Bledauer Güter zur Versteigerung. Neuer Besitzer wurde der Justizkommissar Wilhelm Ephraim Tortilowicz-Thierenberg, dem es gelang, das Gut Bledau zu einem der wertvollsten Besitztümer im Samland zu machen. Seine Besitznachfolger wurden der spätere königliche Kammerherr Otto Tortilowicz von Batocki-Friebe (1835–1890) sowie Adolf Tortilowicz von Batocki-Friebe (1868–1944).
Das Bledauer Schloss brannte 1694 ab und wurde wieder aufgebaut. Im Jahre 1913 brannte es erneut aus, und nach dem Ersten Weltkrieg leitete Graf von Hochberg den Neubau des Herrensitzes im Stil des Neobarocks. Das Gutshaus steht noch heute und sieht gut aus. Zurzeit ist es Internat und Schule für gehörlose Kinder.
Das Gutsdorf Bledau wurde am 30. April 1874 Verwaltungssitz und namensgebender Ort des Amtsbezirks Bledau. Er gehörte bis 1939 zum Landkreis Königsberg (Preußen), von 1939 bis 1945 zum Landkreis Samland im Regierungsbezirk Königsberg der preußischen Provinz Ostpreußen. Am 23. Juni 1887 vergrößerte sich der Gutsbezirk Bledau um das Vorwerk Pomellen (russisch: Kajernoje, nicht mehr existent) der Landgemeinde Twergaiten (russisch: Nadeschdino, auch nicht mehr existent) aus dem Amtsbezirk Powunden (Chrabrowo). Am 27. Dezember 1897 wurde aus dem Gutsbezirk Bledau der neue Gutsbezirk Große Post herausgebildet, der dann „neues Mitglied“ im Amtsbezirk Bledau wurde. Am 12. Juli 1909 wurde das Nachbardorf Darienen (russisch: Werbnoje) nach Bledau eingemeindet. Im Jahre 1910 zählte Bledau 565 Einwohner.
Am 30. September 1928 wurde der Gutsbezirk Bledau in eine Landgemeinde umgewandelt und der Gutsbezirk Pomehnen (nicht mehr existent) eingemeindet. Die Einwohnerzahl belief sich 1933 auf 718 und 1939 auf 655. Zuletzt waren sechs Ortsteile in die Gemeinde integriert: Garbeck und Pomehnen (beide nicht mehr existent), Pomellen (russisch: Kajernoje, nicht mehr existent), Rodahn (nicht mehr existent), Schulstein (Wolnoje) und Steinitten (Nowoje, nicht mehr existent).
Als das nördliche Ostpreußen der Sowjetunion zugeordnet wurde, betraf das auch Bledau, das zu einem unbekannten Zeitpunkt den russischen Namen „Sosnowka“ erhielt. Spätestens seit 1975 gehörte der Ort zum Muromski selski Sowet im Rajon Selenogradsk. Im Jahr 2002 wurde Sosnowka in die Stadt Selenogradsk eingemeindet.

### Amtsbezirk Bledau (1874–1945)
Zum Amtsbezirk Bledau gehörten bei seiner Errichtung 1874 fünf kommunale Einheiten:
| Deutscher Name      | Russischer Name | Bemerkungen                                   |
| ------------------- | --------------- | --------------------------------------------- |
| Landgemeinden:      |                 |                                               |
| Darienen            | Werbnoje        | 1909 in den Gutsbezirk Bledau eingegliedert   |
| Rodahn              |                 |                                               |
| Gutsbezirke:        |                 |                                               |
| Bledau              | Sosnowka        | 1928 in eine Landgemeinde umgewandelt         |
| Pomehnen            |                 | 1928 in die Landgemeinde Bledau eingegliedert |
| Steinitten          | Nowoje          |                                               |
| ab 1897: Große Post |                 |                                               |

Aufgrund der Umstrukturierungen bestand der Amtsbezirk Bledau am 1. Januar 1945 lediglich noch aus der Gemeinde Bledau.

## Kirche
Die überwiegend evangelische Einwohnerschaft Bledaus war bis 1945 in das Kirchspiel Cranz-Sarkau (russisch: Selenogradsk-Lesnoi) eingepfarrt. Es gehörte zum Kirchenkreis Königsberg-Land II innerhalb der Kirchenprovinz Ostpreußen der Kirche der Altpreußischen Union. Heute liegt Sosnowka weiterhin im kirchlichen Einzugsbereich der – nun evangelisch-lutherischen – Gemeinde in Selenogradsk (Cranz), die eine Filialgemeinde der Auferstehungskirche in Kaliningrad (Königsberg) ist, die ihrerseits zur Propstei Kaliningrad der Evangelisch-lutherischen Kirche Europäisches Russland gehört.

## Persönlichkeiten des Ortes

### Söhne und Töchter des Ortes
- Adolf Tortilowicz von Batocki-Friebe (* 31. Juli 1868 auf Gut Bledau; † 1944), deutscher Großgrundbesitzer, Verwaltungsbeamter und Politiker in Ostpreußen

### Mit dem Ort verbunden
- Friedrich Alexander von Korff (1713–1786), deutscher Staatsmann im Königreich Preußen, Besitzer des Rittergutes Bledau von 1746 bis 1786